# Carlos Rodas
Carlos Rodas (Tuluá, Valle del Cauca, Colombia; 4 de febrero de 1975) es un exfutbolista colombiano. Jugaba de delantero, debutó (1993) y se retiró (2015) en el Cortuluá, equipo en donde ostenta el récord de ser el goleador histórico con 86 tantos.
Formado en la Escuela de Fútbol Carlos Sarmiento Lora. Su mayor logro deportivo lo consiguió con el Deportivo Pasto al obtener el título del fútbol colombiano en el 2006, siendo una de las principales figuras del plantel junto al paraguayo Carlos Villagra.
En primera división actuó para Cortuluá, Once Caldas, Deportes Quindío, Deportivo Pasto, Atlético Huila, Deportes Tolima y Independiente Medellín donde alcanzó más de un centenar de goles y en general anotó más 200 goles en su carrera deportiva.

## Goles
Su gol 100 lo anotó en el fútbol colombiano ante Millonarios en el Estadio Alfonso López de Cartago por la tercera fecha del Torneo Finalización 2010.
Por el torneo finalización 2014 de la primera B marcó su gol 200 como profesional en el juego Cortuluá y el extinto Universitario de Popayán, donde anotó doble para el equipo corazón del Valle.

## Retiros y regreso

### 2002
Entre el 2002 y el 2004 estuvo un año y medio fuera de las canchas decidiendo retirarse para brindarle una mejor estabilidad económica a su familia además de dejar de cambiar de ciudad cada año, tiempo en el que Rodas estuvo en la administración de un taxi. Luego en el año 2004 decide volver al fútbol profesional cuando el Pumas de Casanare le brinda la posibilidad de volver con el equipo de Yopal anotó 6 goles.

### Retiro Absoluto
Para 2015 luego de 21 años como futbolista profesional y de haber anotado 206 goles se retira con el mismo club en el que debutó Cortuluá del cual es el goleador histórico.

## Cortuluá
Carlos Rodas es el goleador histórico del Cortuluá donde convirtió 86 goles, entre la Primera B (76), Primera A (5) y Copa Colombia (5). Debutó en la temporada 1993 gracias al entrenador Tucho Ortiz ascendiendo en esa misma temporada. En 2014 bajo las órdenes de Jaime de La Pava también consigue ascender.
| Torneo                  | Temporada            | PJ  | Goles |
| ----------------------- | -------------------- | --- | ----- |
| Primera B               | 1993, 2005 y 2012-14 | +99 | 76    |
| Primera A               | 1994-96, 2011 y 2015 | +27 | 5     |
| Copa Colombia           | 2012-15              | 18  | 5     |
| Cuadrangular de ascenso | 2015                 | 3   | 0     |

## Clubes
| Club                   | País     | Año         |
| ---------------------- | -------- | ----------- |
| Cortuluá               | Colombia | 1993 - 1996 |
| Deportivo Pereira      | Colombia | 1996 - 1997 |
| Deportes Quindío       | Colombia | 1998        |
| Once Caldas            | Colombia | 1999 - 2000 |
| Independiente Medellín | Colombia | 2001        |
| Deportes Tolima        | Colombia | 2001        |
| Atlético Huila         | Colombia | 2002        |
| Pumas de Casanare      | Colombia | 2004        |
| Cortuluá               | Colombia | 2005        |
| Deportivo Pasto        | Colombia | 2006 - 2007 |
| Once Caldas            | Colombia | 2007 - 2008 |
| Deportes Quindío       | Colombia | 2008 - 2010 |
| Deportivo Pereira      | Colombia | 2011        |
| Cortuluá               | Colombia | 2011 - 2015 |

## Estadísticas

### Clubes
| Club                              | Div.       | Temporada  | Liga  | Liga  | Copas nacionales | Copas nacionales | Copas internacionales | Copas internacionales | Total | Total |
| Club                              | Div.       | Temporada  | Part. | Goles | Part.            | Goles            | Part.                 | Goles                 | Part. | Goles |
| --------------------------------- | ---------- | ---------- | ----- | ----- | ---------------- | ---------------- | --------------------- | --------------------- | ----- | ----- |
| Cortuluá · Colombia               | 2.ª        | 1993       | ¿?    | 26    | ―                | ―                | —                     | —                     | ¿?    | 26    |
| Cortuluá · Colombia               | 1.ª        | 1994       | ¿?    | 26    | ―                | ―                | —                     | —                     | ¿?    | 26    |
| Cortuluá · Colombia               | 1.ª        | 1995       | ¿?    | 26    | ―                | ―                | —                     | —                     | ¿?    | 26    |
| Cortuluá · Colombia               | 1.ª        | 1995-96    | ¿?    | 26    | ―                | ―                | —                     | —                     | ¿?    | 26    |
| Cortuluá · Colombia               | 2.ª        | 2005       | ¿?    | 26    | ―                | ―                | —                     | —                     | ¿?    | 26    |
| Cortuluá · Colombia               | 1.ª        | F-2011     | 3     | 2     | ―                | ―                | —                     | —                     | 3     | 2     |
| Cortuluá · Colombia               | 2.ª        | 2012       | 38    | 21    | 1                | 0                | —                     | —                     | 39    | 21    |
| Cortuluá · Colombia               | 2.ª        | 2013       | 31    | 15    | 3                | 0                | —                     | —                     | 34    | 15    |
| Cortuluá · Colombia               | 2.ª        | 2014       | 30    | 14    | 9                | 3                | —                     | —                     | 39    | 17    |
| Cortuluá · Colombia               | 1.ª        | 2015       | 24    | 3     | 8                | 2                | —                     | —                     | 32    | 5     |
| Cortuluá · Colombia               | Total club | Total club | +126  | 81    | 21               | 5                | 0                     | 0                     | +147  | 86    |
| Deportivo Pereira · Colombia      | 1.ª        | 1996-97    | 62    | 26    | ―                | ―                | —                     | —                     | 62    | 26    |
| Deportivo Pereira · Colombia      | 1.ª        | A-2011     | 14    | 2     | ―                | ―                | —                     | —                     | 14    | 2     |
| Deportivo Pereira · Colombia      | Total club | Total club | 78    | 28    | 0                | 0                | 0                     | 0                     | 78    | 28    |
| Deportes Quindío · Colombia       | 1.ª        | 1998       | 48    | 21    | —                | —                | 4                     | 2                     | 52    | 23    |
| Deportes Quindío · Colombia       | 1.ª        | F-2008     | 11    | 2     | 2                | 2                | —                     | —                     | 13    | 4     |
| Deportes Quindío · Colombia       | 1.ª        | 2009       | 32    | 9     | 1                | 2                | —                     | —                     | 33    | 11    |
| Deportes Quindío · Colombia       | 1.ª        | 2010       | 34    | 11    | —                | —                | —                     | —                     | 34    | 11    |
| Deportes Quindío · Colombia       | Total club | Total club | 127   | 43    | 3                | 4                | 4                     | 2                     | 134   | 49    |
| Once Caldas · Colombia            | 1.ª        | 1999       | 44    | 9     | ―                | ―                | 5                     | 0                     | 49    | 9     |
| Once Caldas · Colombia            | 1.ª        | 2000       | 26    | 2     | ―                | ―                | —                     | —                     | 26    | 2     |
| Once Caldas · Colombia            | 1.ª        | F-2007     | 14    | 0     | ―                | ―                | —                     | —                     | 14    | 0     |
| Once Caldas · Colombia            | 1.ª        | A-2008     | 9     | 2     | ―                | ―                | —                     | —                     | 9     | 2     |
| Once Caldas · Colombia            | Total club | Total club | 93    | 13    | 0                | 0                | 5                     | 0                     | 98    | 13    |
| Independiente Medellín · Colombia | 1.ª        | A-2001     | 20    | 5     | ―                | ―                | —                     | —                     | 20    | 5     |
| Independiente Medellín · Colombia | Total club | Total club | 20    | 5     | 0                | 0                | 0                     | 0                     | 20    | 5     |
| Deportes Tolima · Colombia        | 1.ª        | F-2001     | 18    | 2     | ―                | ―                | —                     | —                     | 18    | 2     |
| Deportes Tolima · Colombia        | Total club | Total club | 18    | 2     | 0                | 0                | 0                     | 0                     | 18    | 2     |
| Atlético Huila · Colombia         | 1.ª        | A-2002     | 6     | 0     | ―                | ―                | —                     | —                     | 6     | 0     |
| Atlético Huila · Colombia         | Total club | Total club | 6     | 0     | 0                | 0                | 0                     | 0                     | 6     | 0     |
| Pumas de Casanare · Colombia      | 2.ª        | 2004       | 6     | 6     | ―                | ―                | —                     | —                     | 6     | 6     |
| Pumas de Casanare · Colombia      | Total club | Total club | 6     | 6     | 0                | 0                | 0                     | 0                     | 6     | 6     |
| Deportivo Pasto · Colombia        | 1.ª        | 2006       | 42    | 14    | ―                | ―                | —                     | —                     | 42    | 14    |
| Deportivo Pasto · Colombia        | 1.ª        | A-2007     | 7     | 1     | ―                | ―                | 5                     | 2                     | 12    | 3     |
| Deportivo Pasto · Colombia        | Total club | Total club | 49    | 15    | 0                | 0                | 5                     | 2                     | 54    | 16    |

### Selección nacional
| Selección        | Año            | Amistosos | Amistosos | Amistosos | Copa América | Copa América | Copa América | Copa Mundial | Copa Mundial | Copa Mundial | Eliminatorias Mundialistas | Eliminatorias Mundialistas | Eliminatorias Mundialistas | Total | Total | Total |
| Selección        | Año            | PJ        | G         | A         | PJ           | G            | A            | PJ           | G            | A            | PJ                         | G                          | A                          | PJ    | G     | A     |
| ---------------- | -------------- | --------- | --------- | --------- | ------------ | ------------ | ------------ | ------------ | ------------ | ------------ | -------------------------- | -------------------------- | -------------------------- | ----- | ----- | ----- |
| Colombia Mayores |                |           |           |           |              |              |              |              |              |              |                            |                            |                            |       |       |       |
| 1997             | 1              | --        | --        | --        | --           | --           | --           | --           | --           | --           | --                         | --                         | 1                          | --    | --    |       |
| Total            | 1              | --        | --        | --        | --           | --           | --           | --           | --           | --           | --                         | --                         | 1                          | --    | --    |       |
| Total Colombia   | Total Colombia | 1         | 0         | 0         | 0            | 0            | 0            | 0            | 0            | 0            | 0                          | 0                          | 0                          | 1     | 0     | 0     |

### Resumen de goles
| Competición             | Partidos | Goles | Promedio |
| ----------------------- | -------- | ----- | -------- |
| Primera División        |          | 111   | 0,26     |
| Segunda División        |          | 82    | 0,50     |
| Copa Colombia           | 21       | 9     | 0,36     |
| Cuadrangular de ascenso | 3        | 0     | 0,0      |
| Copa Libertadores       | 10       | 2     | 0,02     |
| Copa Conmebol           | 4        | 2     | 0,50     |
| Total carrera           | +549     | 206   | 0,37     |

### Hat-tricks
Partidos en los que anotó tres o más goles:
| 1 | 22 de septiembre de 2012 | Estadio 12 de Octubre, Cortuluá | Cortulua - Bogotá FC |  | 3 - 1 | Categoría Primera B |

## Palmarés

### Campeonatos nacionales
| Título              | Club            | País     | Año  |
| ------------------- | --------------- | -------- | ---- |
| Categoría Primera B | Cortuluá        | Colombia | 1993 |
| Torneo Apertura     | Deportivo Pasto | Colombia | 2006 |